# Health (band)
Health (eigen schrijfwijze HEALTH) is een Amerikaanse noiserockband uit Los Angeles, Californië. De single Crimewave uit 2007, samen met de Canadese band Crystal Castles, bereikte de 9e positie in de UK Indie Singles Chart.

## Geschiedenis
De band verwierf aanvankelijk bekendheid door veelal gratis op te treden.
In 2007 verscheen hun debuutalbum en het jaar erop het remixalbum Health//Disco, waarop de nummers van het debuutalbum Health in een danceversie verschenen.
In 2008 riep de Bostonse krant The Phoenix de band uit tot de beste nieuwe band van Californië.
In 2009 verscheen hun derde album.
In januari 2010 publiceerde Vincent Moon een korte film van een liveconcert van de band.

## Stijl
Health heeft een vergelijkbare muzikale benadering als stadsgenoten Liars.

## Discografie

### Albums
- 2007 - Health - Lovepump United
- 2008 - Health//Disco - Lovepump United (remixalbum)
- 2009 - Get Color - Lovepump United
- 2010 - Health::Disco2 - Lovepump United (remixalbum)

### Singles
- 2007 - Crystal Castles vs. Health - Crimewave - Trouble Records (nr. 9 UK Indie Singles Charts)
- 2007 - Crystal Castles//Health (7-inch-split) - Lovepump United
- 2008 - Perfect Skin +RMX (7 inch) - Suicide Squeeze
- 2008 - Heaven +RMXS (12 inch) - Flemish Eye
- 2008 - Triceratops//Lost Time +RMXS (12 inch) - Tough Love Records
- 2008 - //M\\ (7 inch) - No Pain in Pop
- 2009 - Die Slow (7 inch) - Lovepump United

### Compilatiebijdrage
- Subbacultcha!, mei 2008 - track 1 Crimewave

### Dvd
- 2009 - Live at the Smell

### Computerspel
- Max Payne 3